# کانیبک اوسمونالیف
کانیبک اوسمونالیف (روسی: Каныбек Осмоналиевич Осмоналиев؛ زادهٔ ۱۹ نوامبر ۱۹۵۳) وزنه‌بردار اهل اتحاد جماهیر شوروی سوسیالیستی بود.